# Els pobles més bonics de la Terra
Els pobles més bonics de la Terra : The Most Beautiful Villages in the World ) és una associació internacional creada el 2012.

## Història
L'associació va ser creada el 7 juliol del 2012 a Gordes (França) per 5 països o regions que representen tres continents : França, Itàlia, Valònia (Bèlgica), Quebec (Canadà) i Japó. L'any 2016 Espanya també es va incorporar a l'associació.
Aquests països o regions estan representats per associacions ja existents :
- Les Plus Beaux Villages de France (els pobles més bonics de França) a França creat el 1982 i compta amb 158 pobles
- Les Plus Beaux Villages de Wallonie (els pobles més bonics de la Valònia) a Bèlgica, creat el 1994 i compta amb 30 pobles
- Association des plus beaux villages du Québec (els pobles més bonics del Quebec) al Canada, creat el 1998 i compta amb 35
- Els pobles més bonics d'Itàlia (I Borghi più belli d'Italia) a Itàlia, creat el 2001 i compta amb 308 pobles (2020)[1]
- Les vil·les més belles del Japó (日本で最も美しい村 , al Japó creat el 2005 i compta amb 64 pobles
- Els pobles més bells d'Espanya (Los Pueblos Más Bonitos de España), a Espanya creat el 2011 i compta amb 94 pobles

En conjunt, aquestes sis associacions representen prop de 600 poblers i vil·les certificades per la seva bellesa i excel·lència.
Suïssa, Saxònia (Alemanya), Rússia i el Líban en són membres associats:
- Els pobles més bonics de Suïssa, creat el 2015 i que a partir del 2019 també inclou Liechtenstein amb pobles
- Els pobles més bonics de Saxònia (Sachsens Schönste Dörfer ) a Alemanya, establerts el 2011 amb 10 pobles
- Els pobles més bonics de Rússia a Rússia, establerts el 2014 amb 10 pobles
- Els pobles més bonics del Líban al Líban, creats el 2016 amb 60 pobles

Cada país o regió té les seves pròpies normes per admetre pobles, per exemple pel que fa al nombre màxim d'habitants del poble.

## Objectiu
Segons l'article 2 dels estatuts de l'associació, aquesta agrupació té com a finalitat :
- Federar totes les associacions nacionals o regionals, existents o susceptibles de crear-se, etiquetant autoritats locals que, dotades d'una dimensió rural i d'un patrimoni arquitectònic i natural reconegut, comparteixen la voluntat de fer-ne el suport de la seva política de desenvolupament cultural, econòmic i social.
- Constituir amb aquestes associacions membres una xarxa internacional de referència en matèria de protecció, millora cultural i desenvolupament de territoris rurals amb baixa densitat de població,
- Impulsar, mitjançant l'intercanvi permanent d'experiències i coneixements, un model de gestió i desenvolupament sostenible d'aquests territoris, basat en la participació dels actors locals i garantint la salvaguarda del seu patrimoni arquitectònic, ambiental i immaterial,
- Realitzar totes les accions de promoció-comunicació que fomentin la conscienciació ciutadana sobre la situació d'aquests ens territorials sovint enfrontats a la desvitalització i fomentar, per part de les administracions públiques regionals, nacionals i internacionals, tota l'assistència tècnica i financera que contribueixi a la preservació i desenvolupament com a comú. patrimoni de la humanitat.[2]

## Logotip
El logotip de l'associació representa part d'un planisferi verd sobre el qual s'aixequen una torre, dos arbres i dues cases.

## Galeria d'imatges

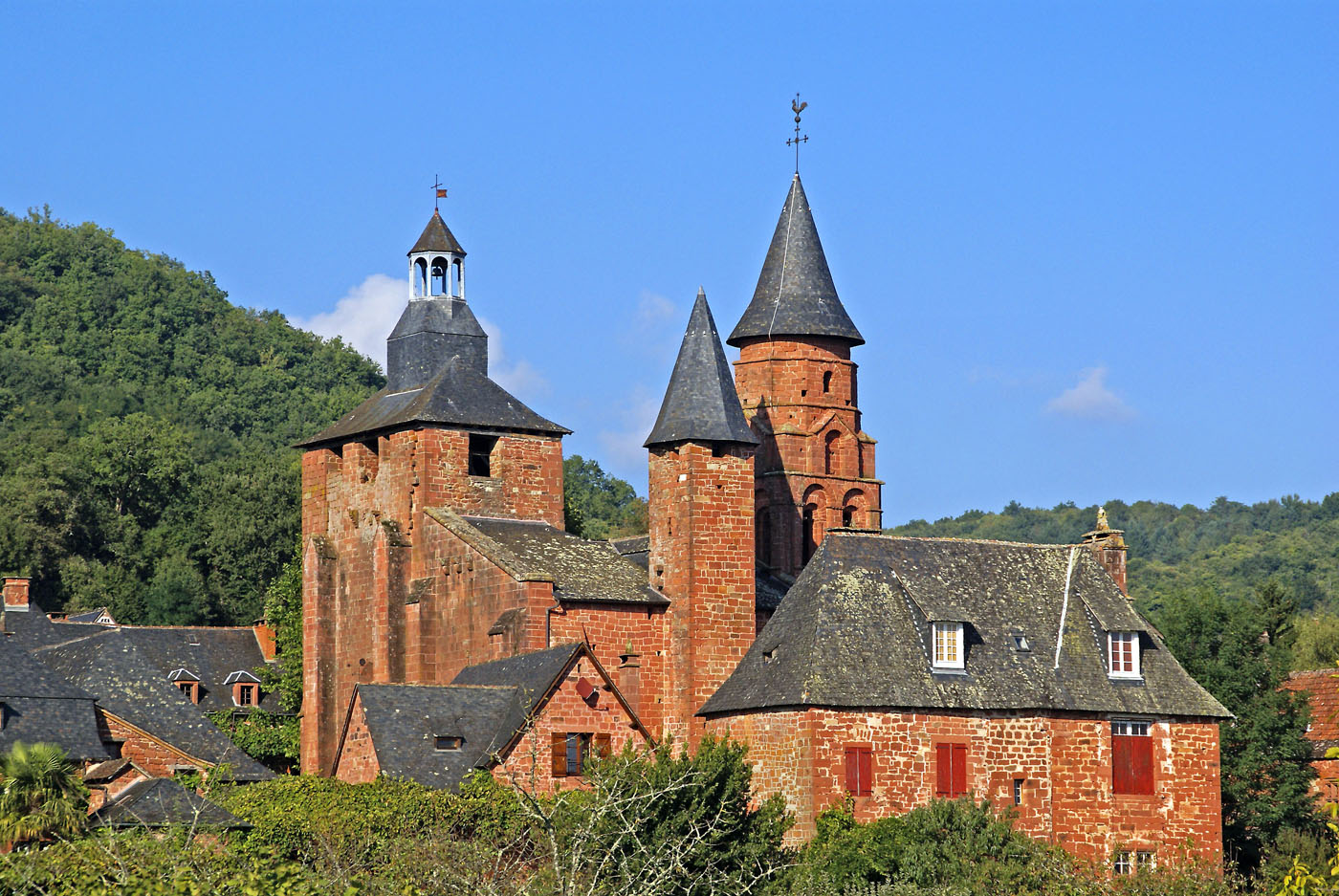
Collonges-la-Rouge, França
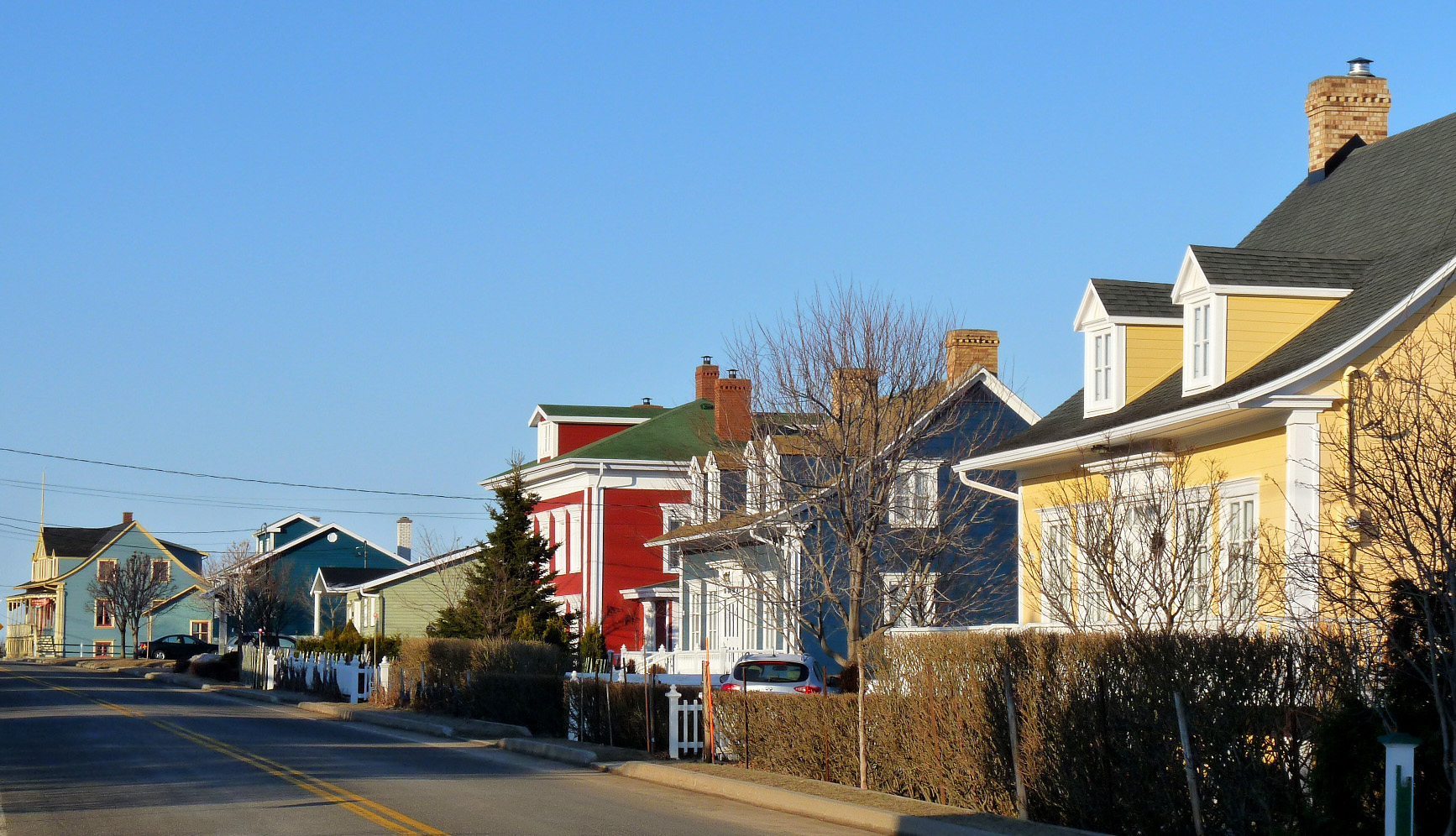
Kamouraska, Quebec
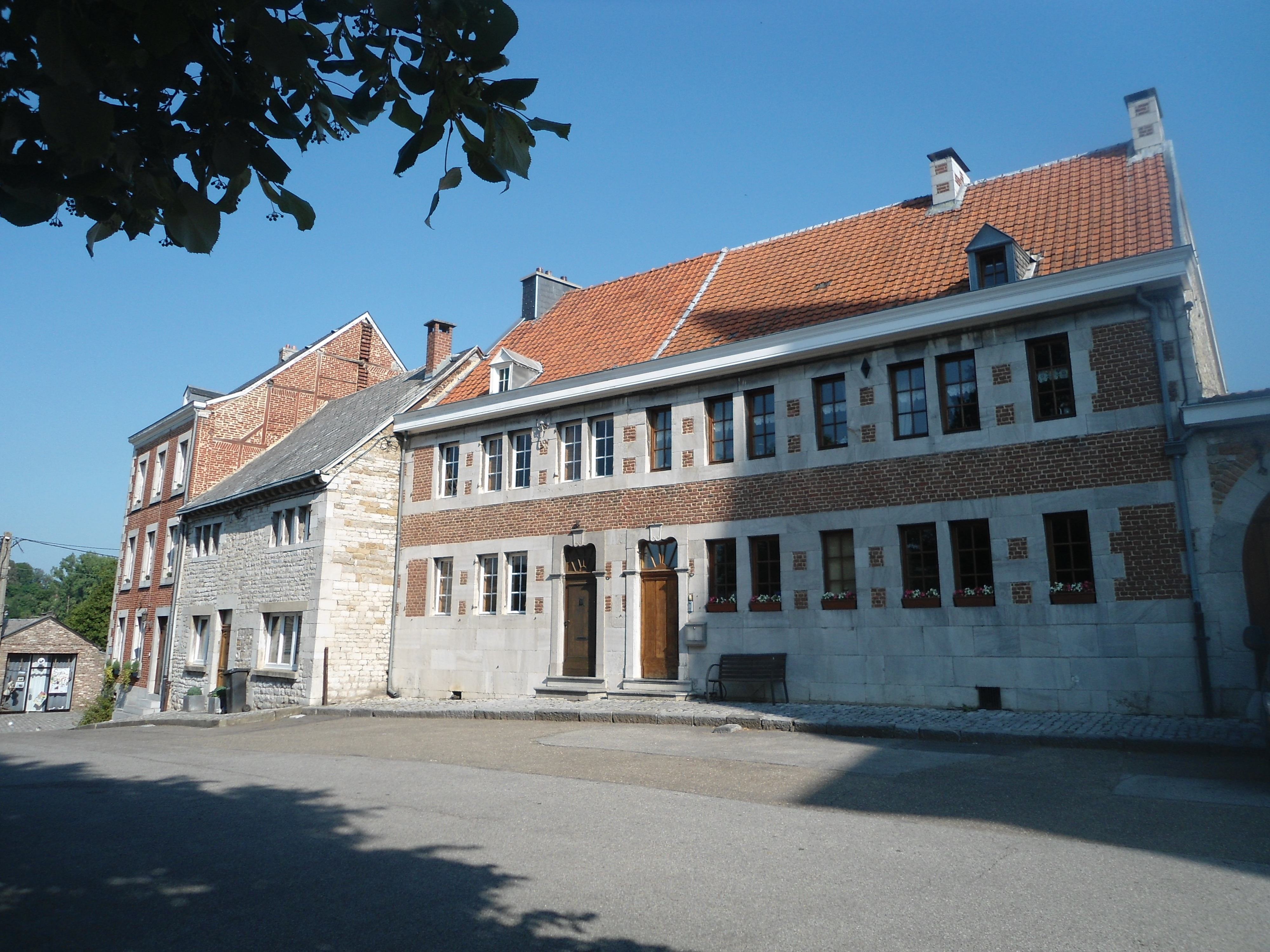
Soiron, Valònia
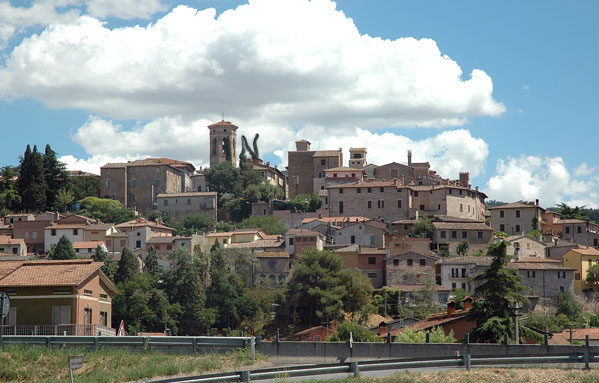
Deruta, Itàlia
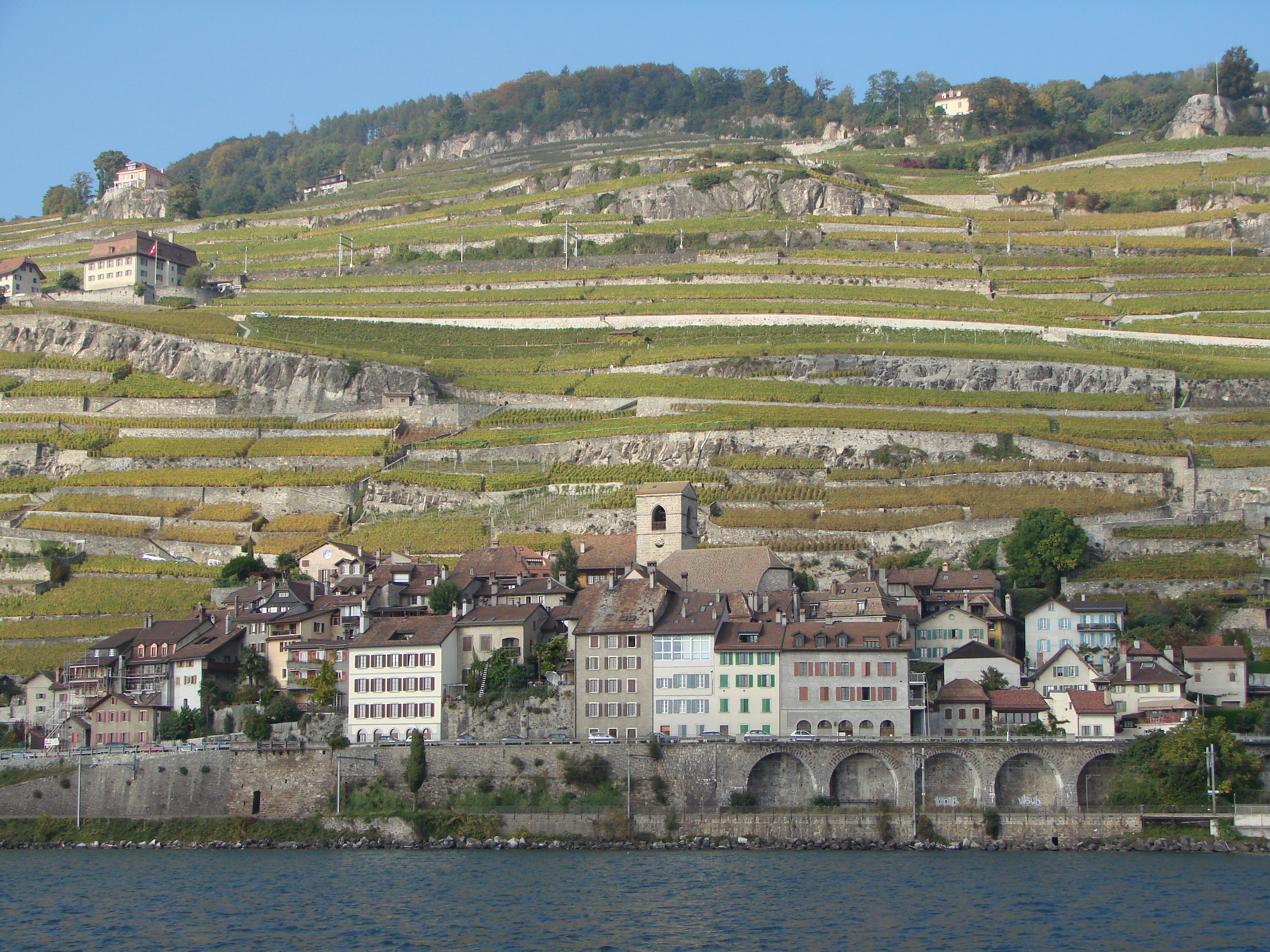
Saint-Saphorin, Suïssa
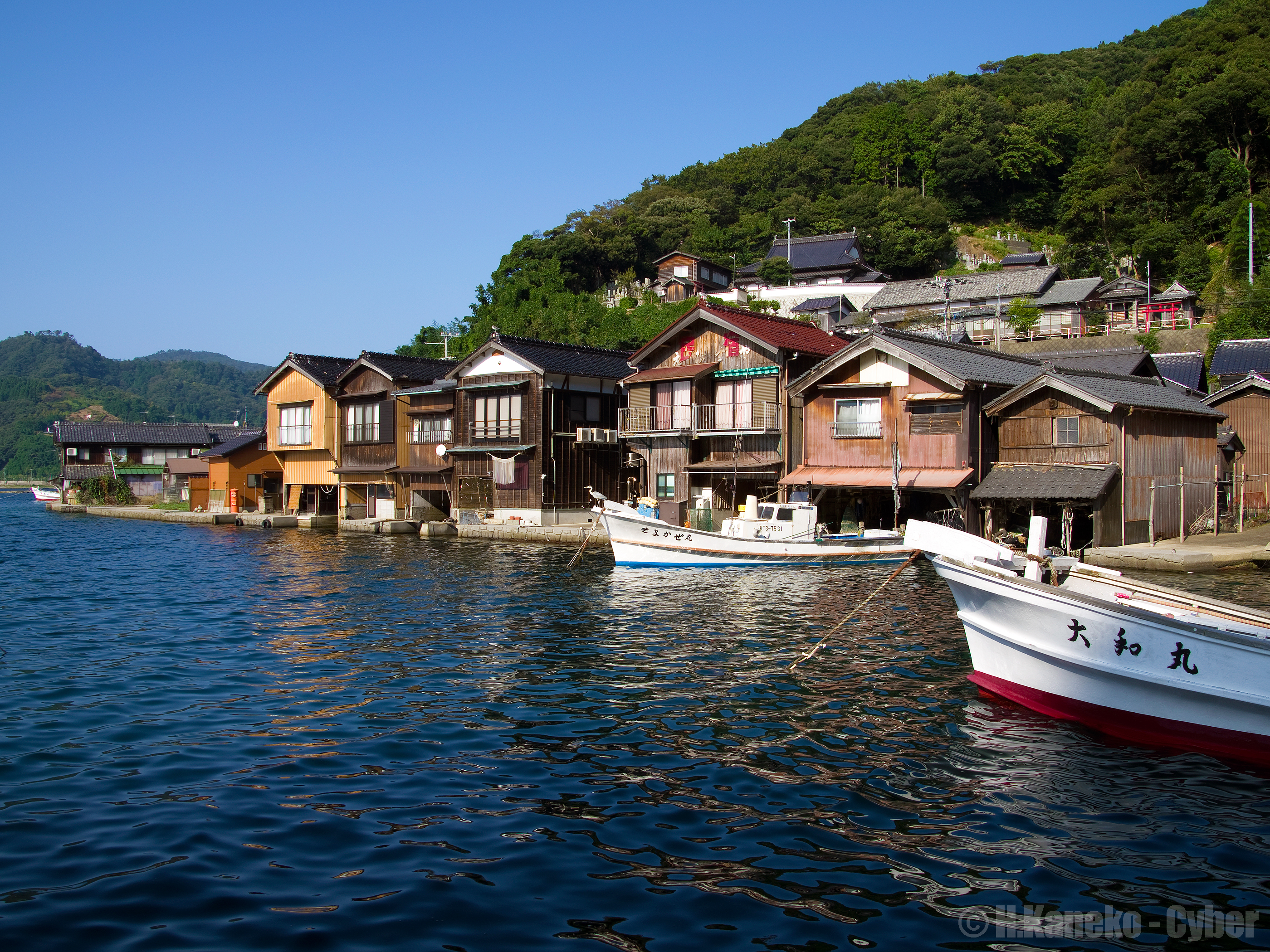
Ine, Japó
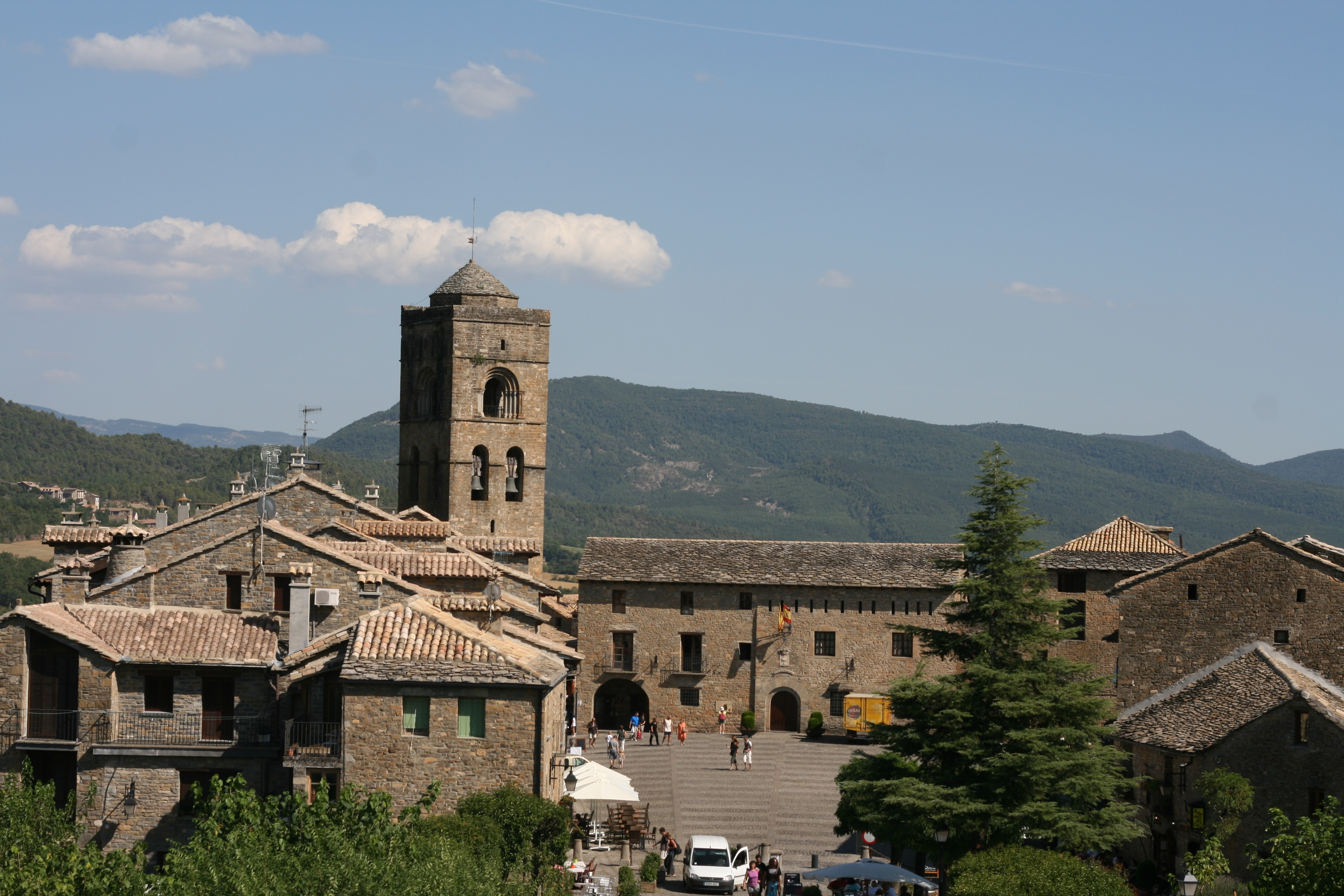
Aínsa-Sobrarbe, Espanya
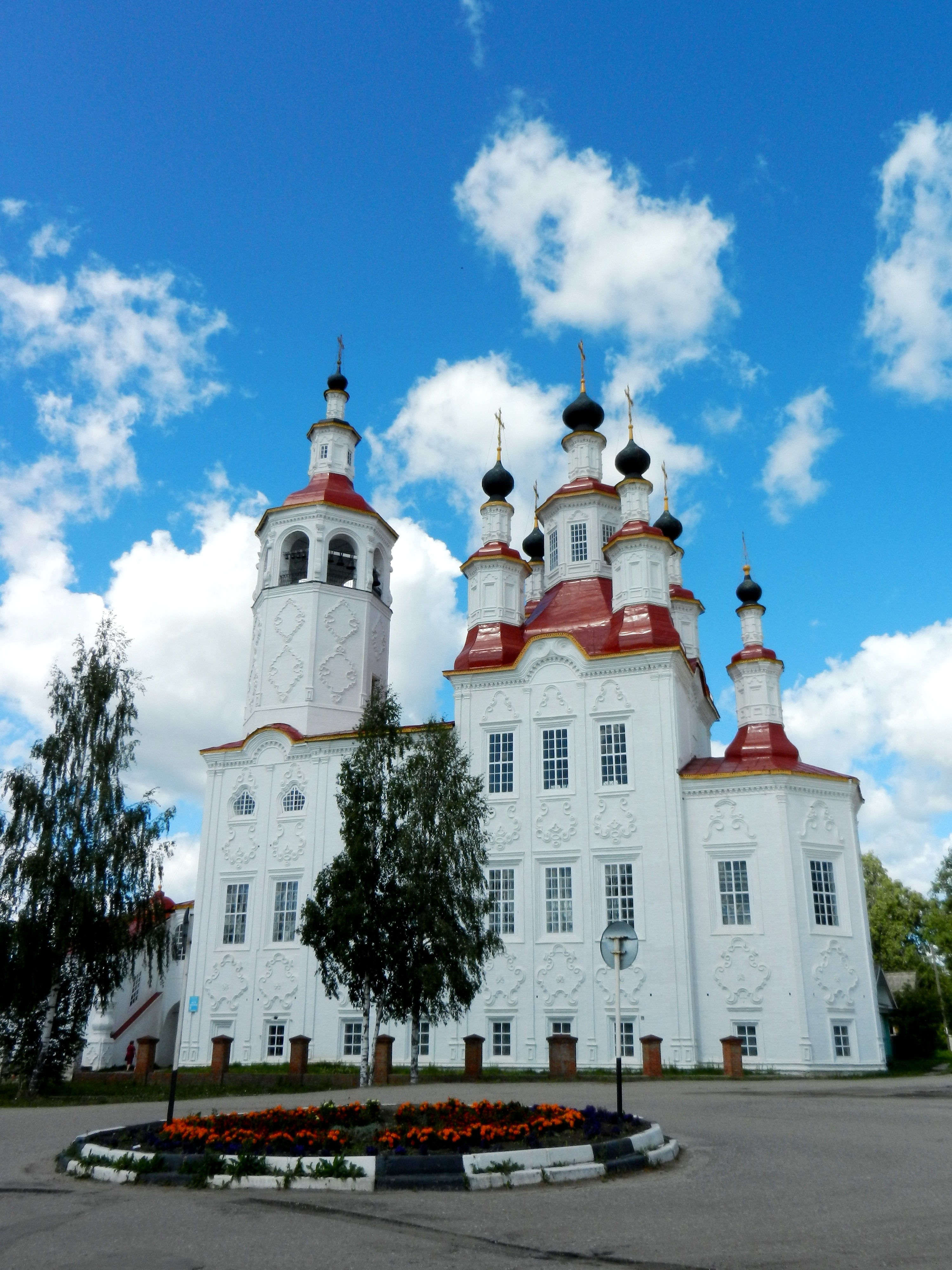
Totma, Rússia